# Maharajah Jungle Trek

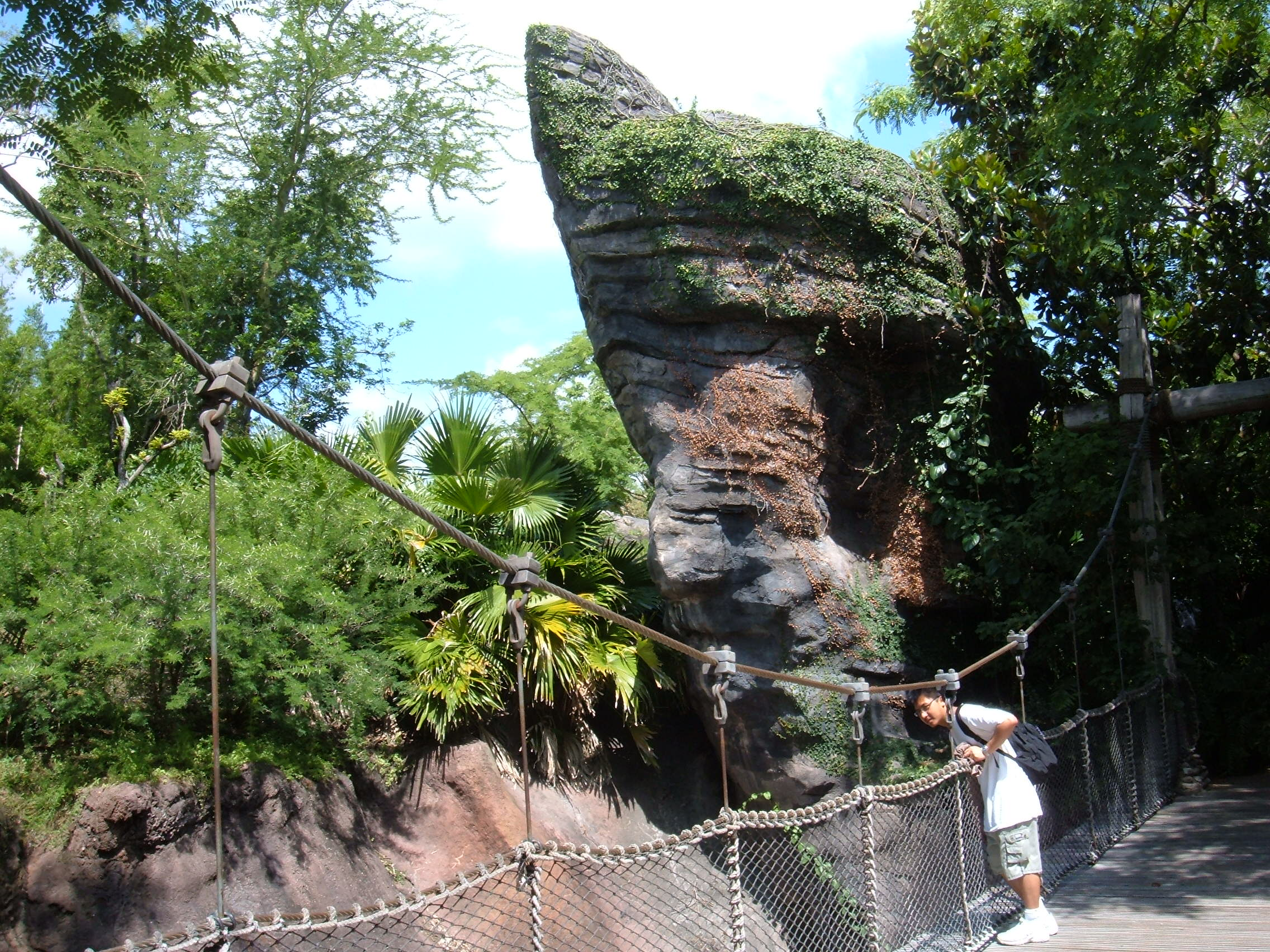
Een brug met uitzicht over het tijgerverblijf

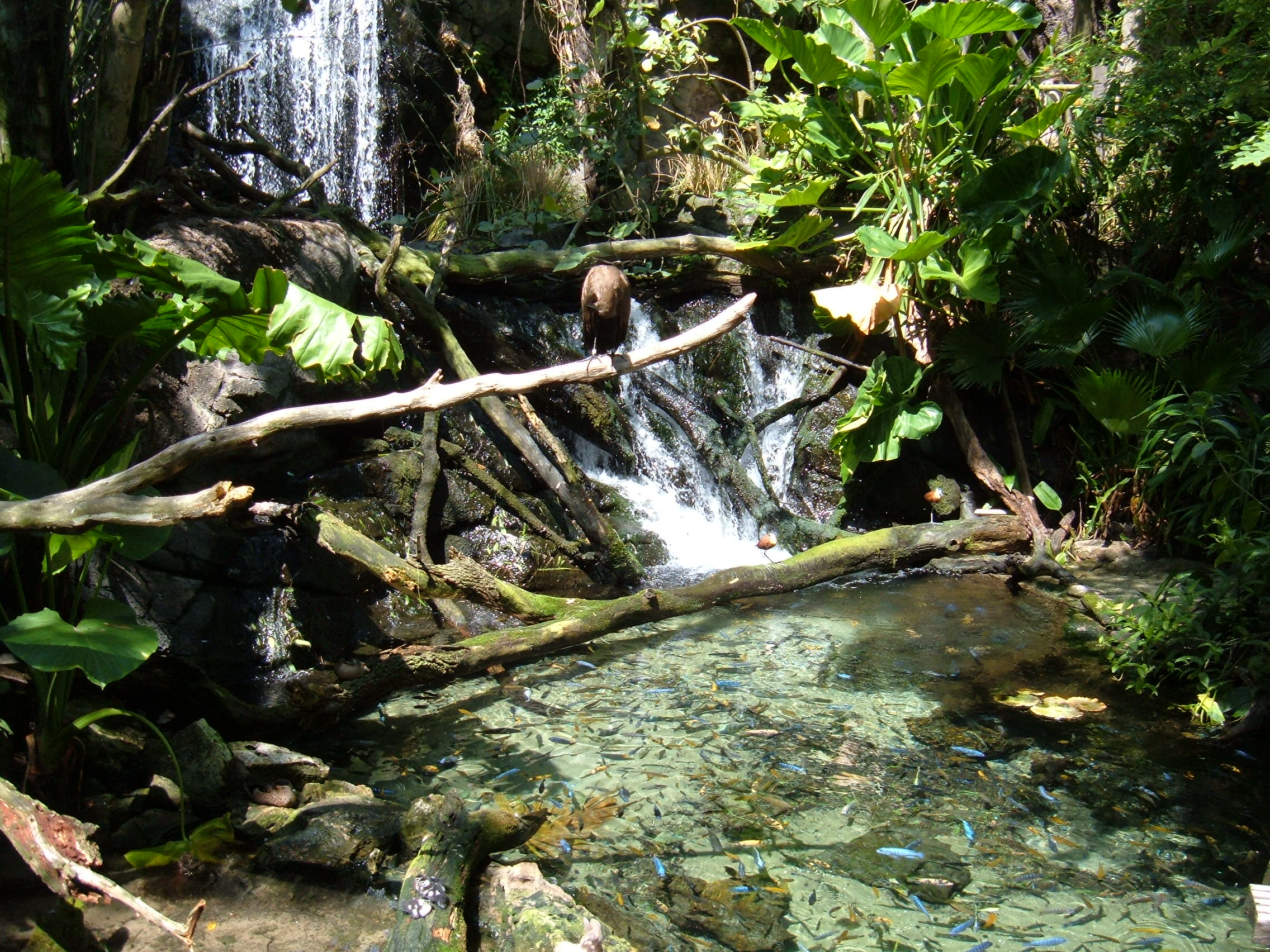
De volière aan het eind van de Maharajah Jungle Trek

De Maharajah Jungle Trek is een attractie in het attractiepark Disney's Animal Kingdom. Het is een wandelroute langs dierenverblijven, dat zich afspeelt binnen het concept van een vervallen jachtterrein van de maharadjas.

## Beschrijving
Het achtergrondverhaal van de Maharajah Jungle Trek is dat dit terrein in een ver verleden tot het jachtpaleis van de maharadjas behoorde. Later hebben de maharadjas dit terrein verlaten en werd het terrein overgenomen door de Britten. Toen de Britten vertrokken, hebben zij het terrein teruggegeven aan de bevolking. Inmiddels is het terrein echter verlaten en overgenomen door de natuur, door zowel de flora als de fauna.
De wandelroute begint in een rotsachtig gedeelte met enkele watervallen. Vervolgens loopt de route een houten huisje in, van waaruit een uitzichtpunt is op een klif met rodriguesvleerhonden en kalongs. Na dit huisje leidt de route verder door de ruïnes van het oude jachtpaleis van de maharadjas, dat nu bewoond wordt door een groep Bengaalse tijgers. Na deze ruïnes vervolgt de route zich naar een volière rondom een heiligdom, het bird sanctuary. Daarna leidt de wandelroute terug naar het Asia-themagedeelte.

## Diersoorten
Aan de Maharajah Jungle Trek liggen de verblijven van de volgende diersoorten (in volgorde van verschijnen): de komodovaraan, de rodriguesvleerhond, de kalong, de Bengaalse tijger, de Indische antilope, het lierhert, de waterbuffel, de saruskraanvogel, de casarca, de Indische gans en de witvleugelboseend.
In de volière aan het eind van de Maharajah Jungle Trek zijn de volgende vogelsoorten opgenomen (op alfabetische volgorde): de Balispreeuw, de blauwkeelbaardvogel, de bonte muskaatduif, de bruine rijstvogel, de coromandeleend, de fazantduif, de goudfazant, de geelbuiklijstergaai, de groene pauw, de hop, de Indische blauwrug, de Indische scharrelaar, de irislori, de jambujufferduif, de kappitta, de kleine goudrugspecht, de kroonmaina, de ladyamherstfazant, de Maleise papegaaiduif, de mandarijneend, de manenduif, de maskerkievit, de Molukse koningsparkiet, de muskaatvink, de oranjebuikbladvogel, de pruimekopparkiet, de roelroel, de roetkopbuulbuul, de roodhalsjufferduif, de samoapapegaaiamadine, de shamalijster, de smaragdduif, de vorkstaarthoen, de waaierduif, de wenkbrauwbuulbuul, de witkopbuffelwever, de witkopnon, de witkraagijsvogel, de wompoejufferduif, de zebravink, de zilveroortimalia en de zwarte zwaan.

Foto's van dieren in de Maharajah Jungle Trek
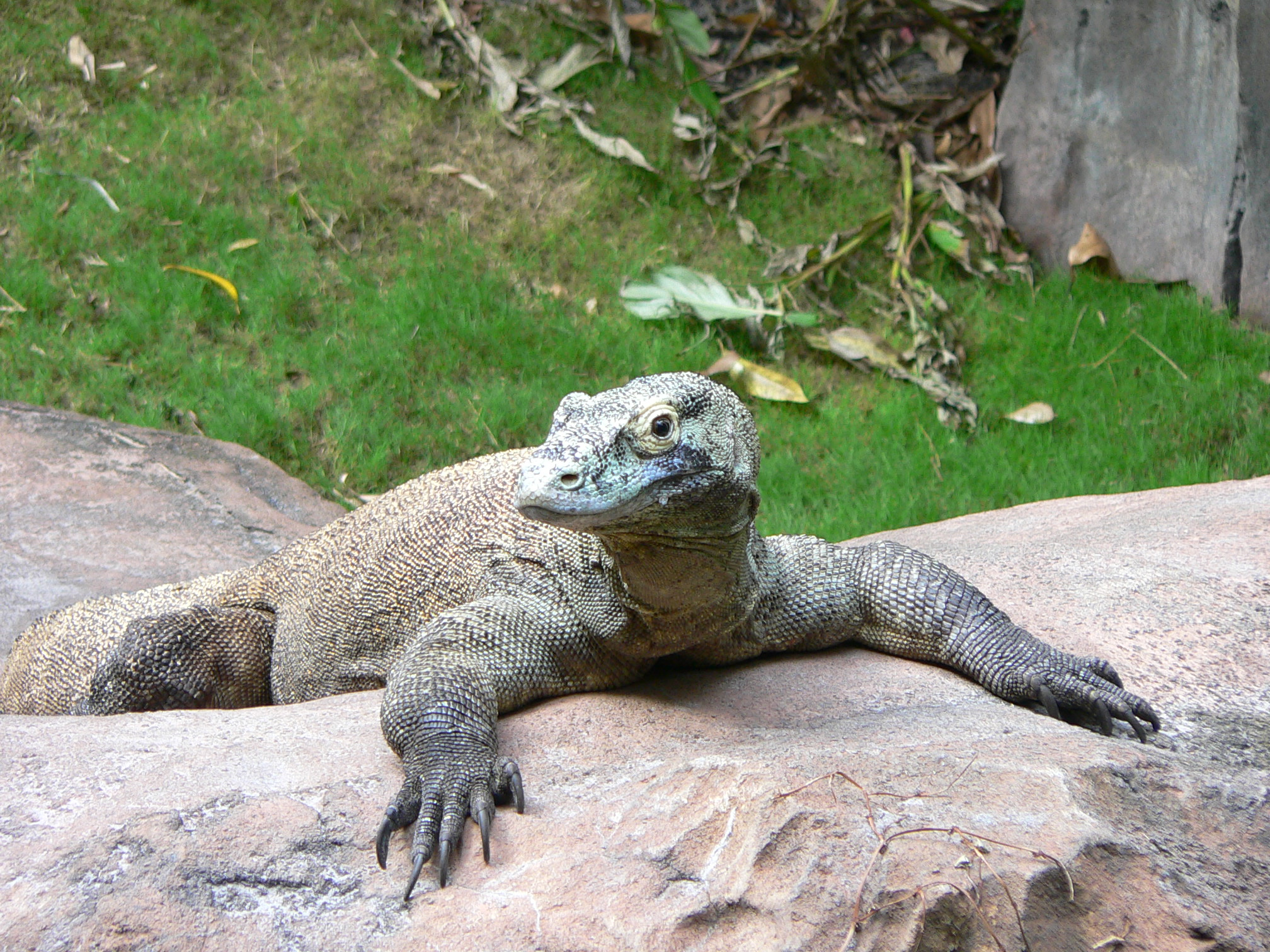
Een komodovaraan
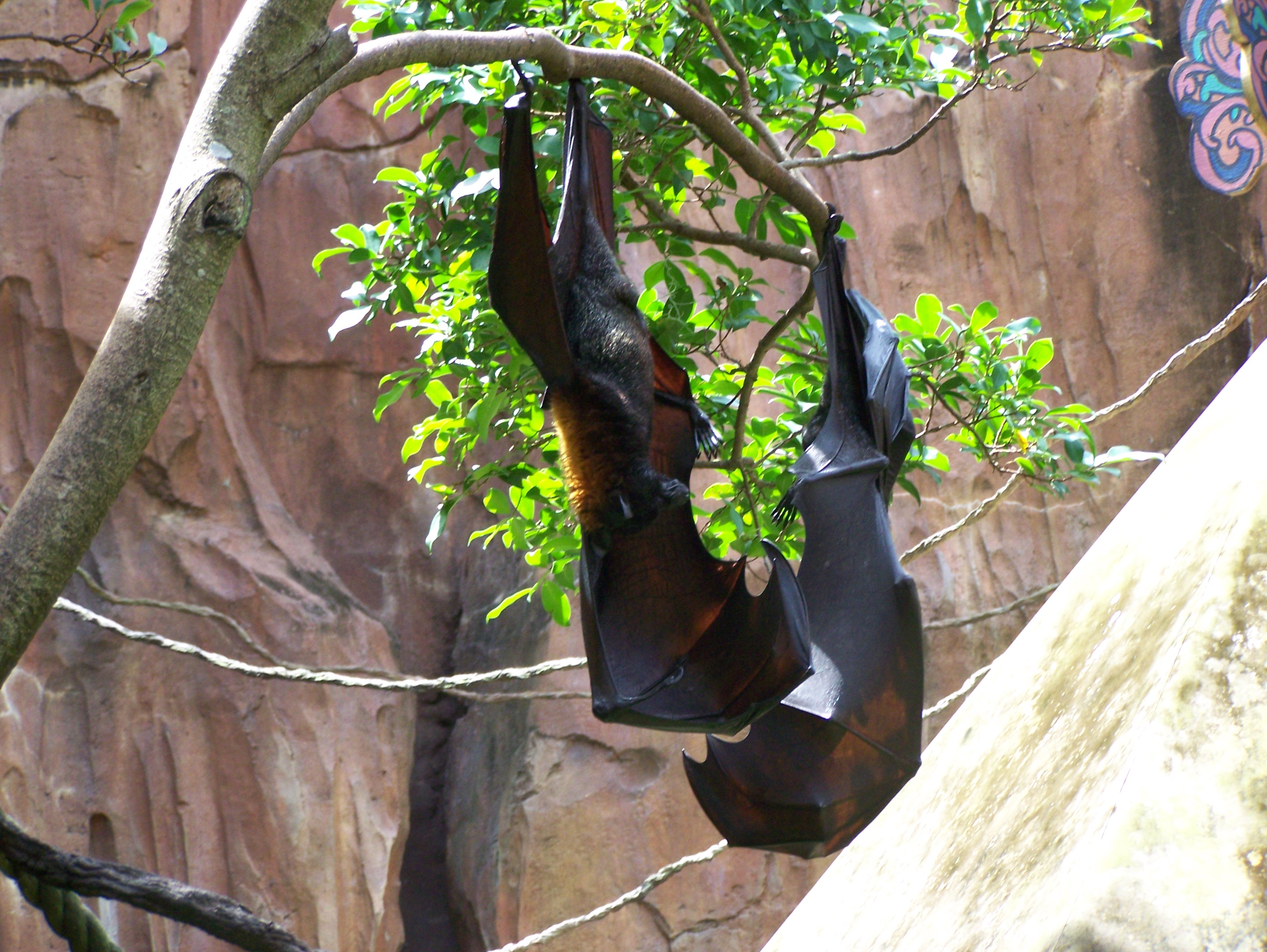
Twee rodrigues- vleerhonden
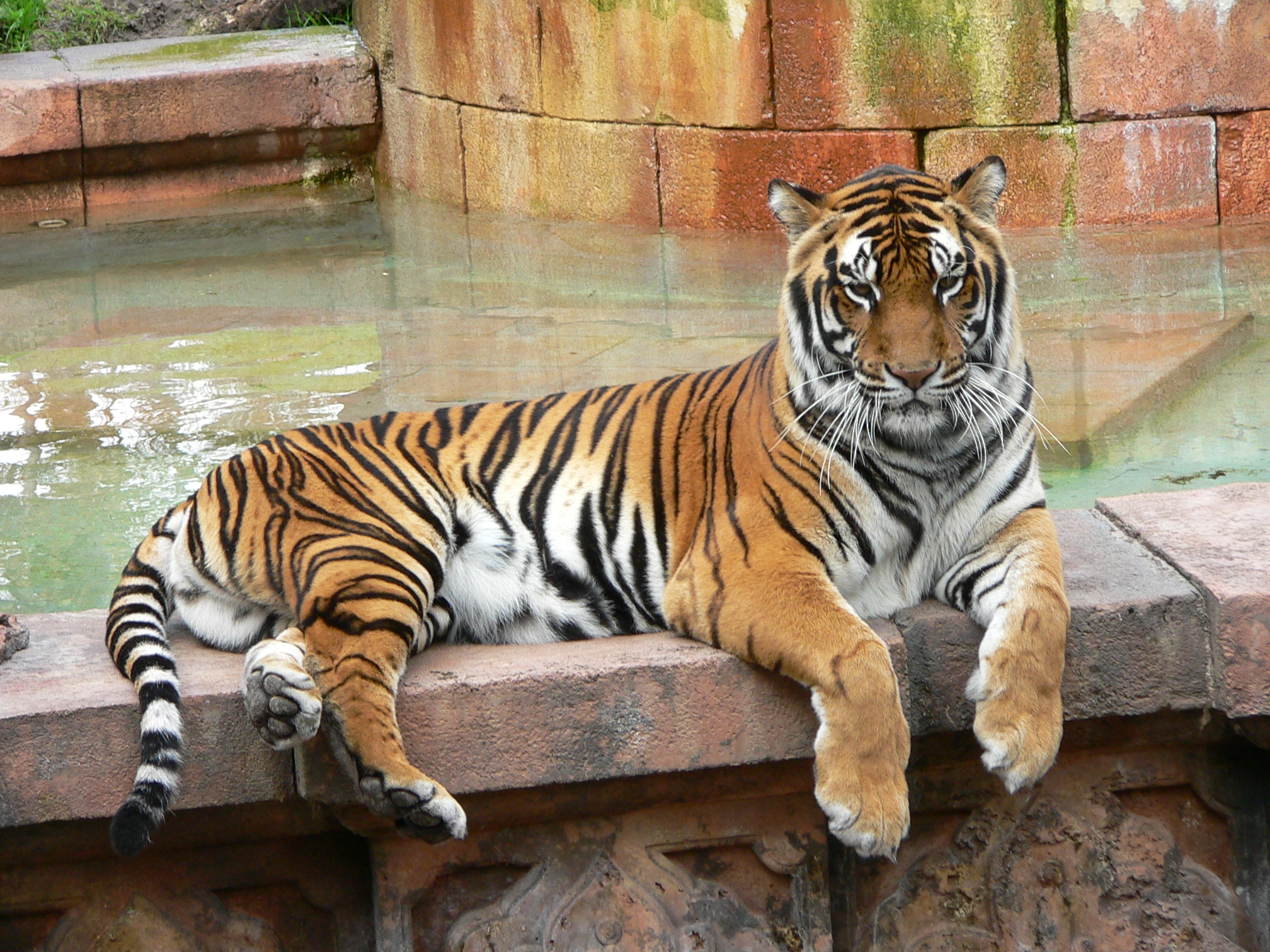
Een Bengaalse tijger
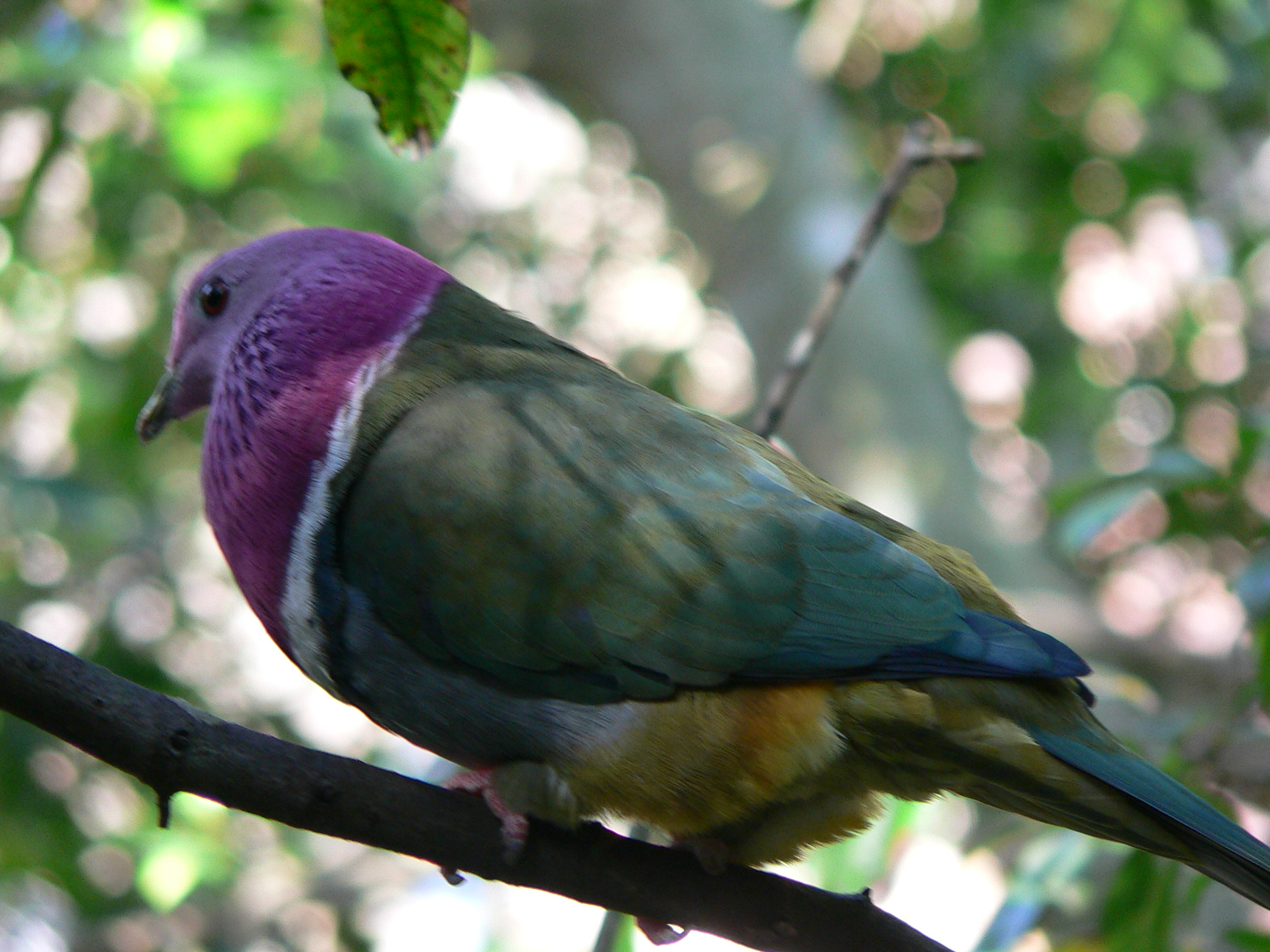
Een roodhalsjufferduif
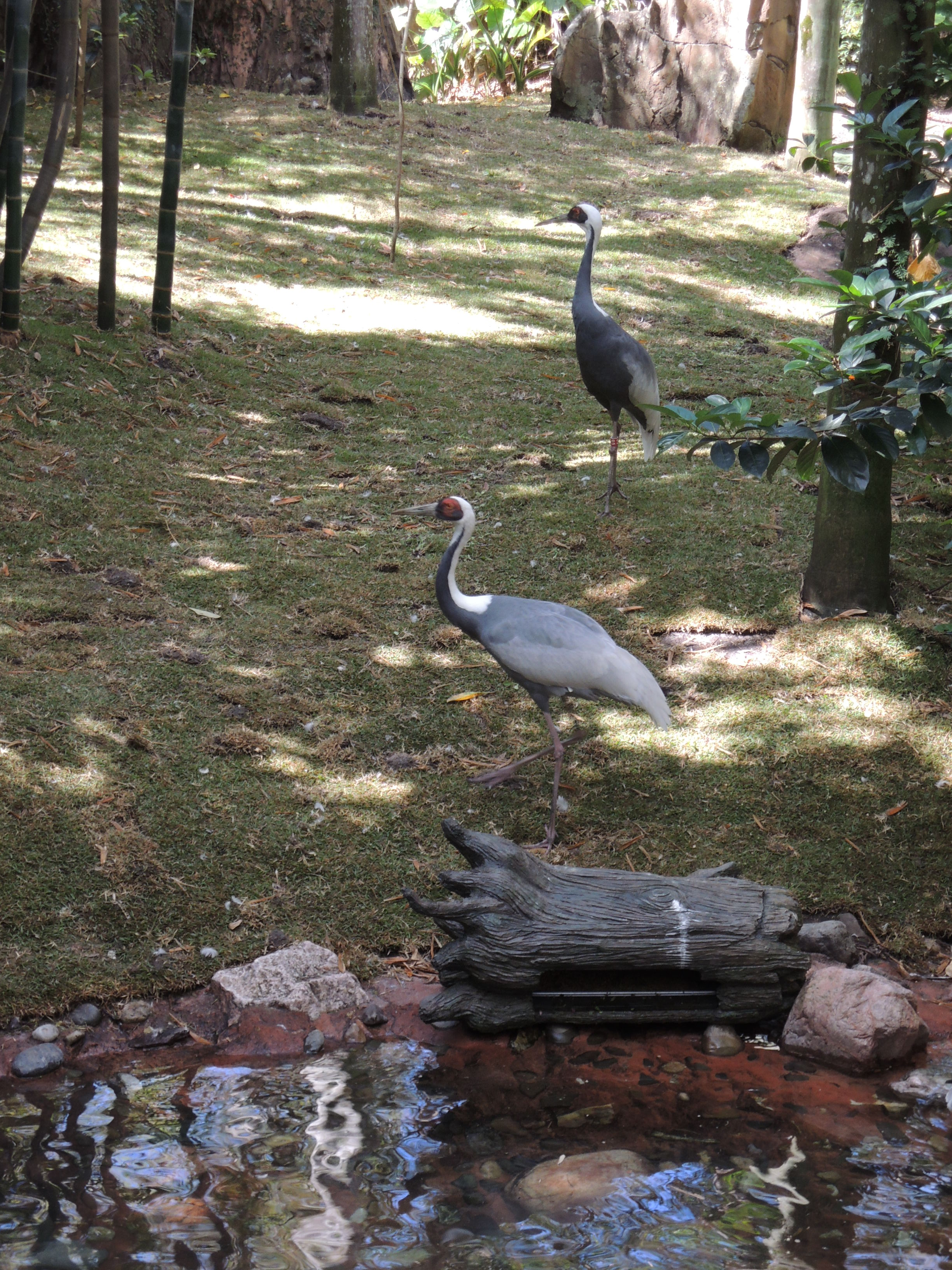
Een saruskraanvogel
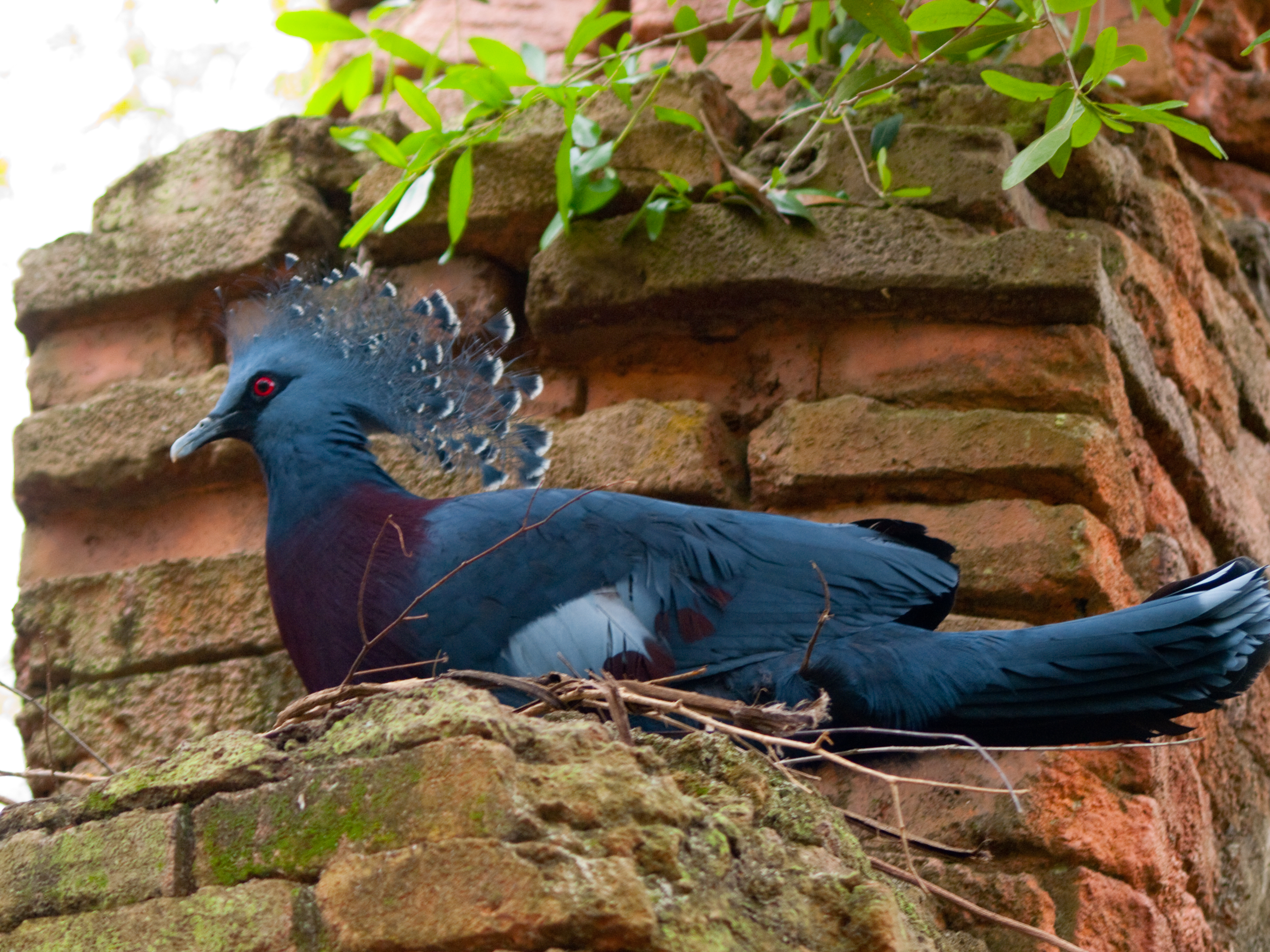
Een waaierduif